# Antíoco de Lyon
Antíoco de Lyon (Lyon, f. 410) fue un sacerdote franco y obispo de Lyon, considerado santo por las iglesias católica y ortodoxa.
Su fiesta litúrgica se celebra el 13 de agosto, y el 15 de octubre, en los ritos católico y ortodoxo respectivamente.

## Hagiografía
Según la tradición, Antíoco fue sacerdote en la época del episcopado de Justo de Lyon.
Cuando Justo abandonó la región para convertirse en ermitaño en Egipto, en el Imperio Bizantino, Antíoco fue despachado por el nuevo obispo de Lyon para convencerlo de regresar a la ciudad, pero al fracasar en su misión, regresó a su ciudad.[cita requerida] Luego fue elegido como sucesor del obispo Martin de Lyon, en el 400. Justo habría muerto 10 años antes, acompañado de un servidor suyoː Viator.
Antíoco falleció en Lyon, en el 410.[cita requerida]